# Konstantin Petrovič Pobedonoscev

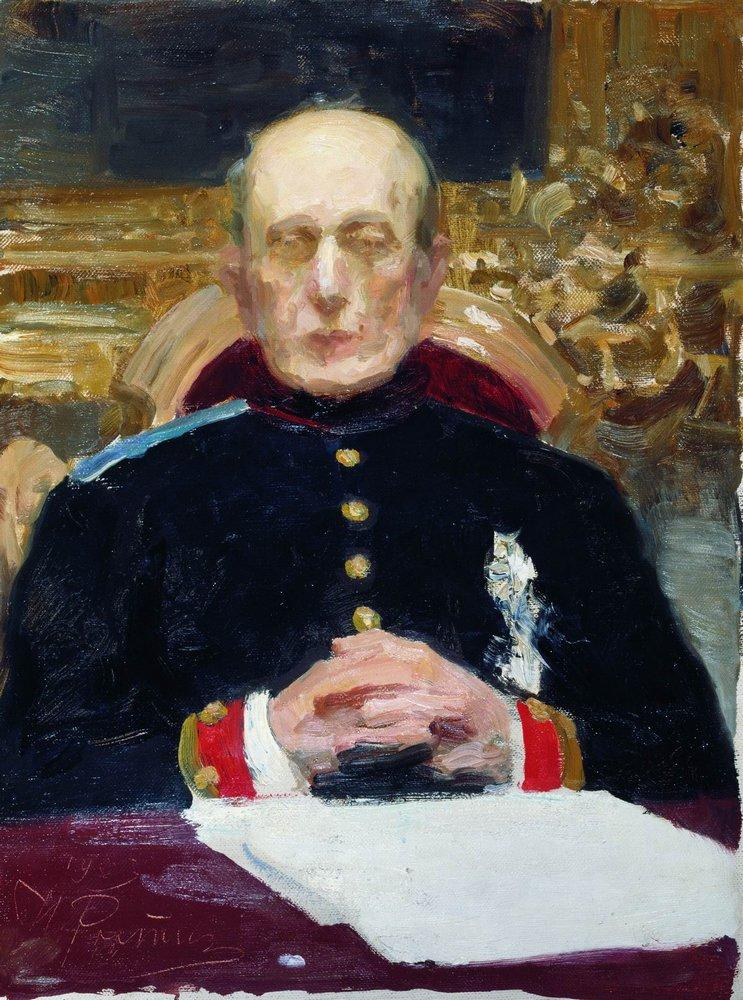
Ritratto del giurista e statista Konstantin Petrovič Pobedonoscev, di Il'ja Repin, 1903, Museo russo, San Pietroburgo.

Konstantin Petrovič Pobedonoscev (in russo Константин Петрович Победоносцев?; Mosca, 2 giugno 1827 – San Pietroburgo, 23 marzo 1907) è stato un giurista, politico e educatore russo, educatore e consigliere personale dello zar Aleksandr Nikolaevič Romanov e di suo figlio Aleksandr III Romanov.

## Biografia
Professore di diritto all'università di Mosca e giurista specializzato in diritto civile, divenne senatore nel 1868 a San Pietroburgo e membro del Consiglio di Stato nel 1874. Nel 1880 divenne procuratore del Santo Sinodo. Cercò di avvicinare la Chiesa al popolo, disponendo che i curati rimanessero in condizioni di vita misere, così da facilitare l'identificazione del popolo con essi. Assunse un ruolo importante nell'educazione dello zar Alessandro III (1845-1894), terzogenito di Alessandro II, infondendogli un pensiero assolutistico e autocratico.
Ritenuto dallo Zar e dal figlio un saggio consigliere, Pobedonoscev era fortemente contrario a tumulti e dimostrazioni popolari, affondando sempre di più la sua impronta filosofica nel conservatorismo e nel nazionalismo, plasmando quindi la concezione politica e sociale di Alessandro III e del padre Alessandro II, che risentirono molto di questi suoi insegnamenti. La sua azione politica e culturale prese via via il nome di clericalismo laico.
Pobedonoscev, nonostante la sua vasta cultura, era affetto da pregiudizi ed intollerante nei confronti di cattolici, ebrei, luterani, polacchi e varie altre minoranze etniche, facendosi invece difensore della Chiesa ortodossa e delle sue proprietà (tutti questi fattori lo rendevano piuttosto detestabile tra gli altri membri del Consiglio di Stato e tra la popolazione). La sua figura era nota anche dal punto di vista fisico, poiché era molto magro, pallido e le sue espressioni facciali sembravano piuttosto cadaveriche (fattori che si possono notare soprattutto in un ritratto fattogli da Repin). In seguito divenne vero e proprio mentore dello Zar e del figlio; Alessandro III, influenzato dalle idee autocratiche, intolleranti e paranoiche di Pobedonoscev, iniziò a sopprimere poco alla volta la libertà di stampa e di pensiero, a rendere più severa l'educazione nelle scuole e a contrastare ogni ideologia insurrezionalista e popolare, soprattutto tra i gruppi etnici non originari della Russia.